# リラナフタート
リラナフタート（INN：liranaftate）とは、外用薬として使用される、チオカルバメート系抗真菌薬の1つである。なお「naftate」と付くものの、同じチオカルバメート系抗真菌薬のトルナフタート（INN：tolnaftate）と異なり、リラナフタートは構造中にナフタレン環を有していない。

## 構造

（参考）トルナフタートの構造。

（参考）トルシクレートの構造。

リラナフタートは分子式C18H20N2O2Sで表され、したがって、その分子量は328.4286である。リラナフタートには「ナフタート」と付くものの、ナフタレン環ではなく、ベンゼン環にシクロヘキサン環が縮環した、いわゆる「テトラヒドロナフタレン」を分子内の部分構造として有する。なお、分子構造から明らかなように、リラナフタートは脂溶性の高い、水には溶け難い化合物である。

## 作用機序
リラナフタートはスクアレンエポキシダーゼを阻害する事によって、真菌の細胞膜の構成成分の1つであるエルゴステロールの生合成を妨害するために、抗真菌作用を発揮する。なお化学構造上、リラナフタートと同じくチオカルバメート系抗真菌薬に分類される、トルナフタートやトルシクレートと同じ作用機序である。
参考までに、エルゴステロールの生合成を妨害されて困るのは真菌であり、真菌と同じ真核生物であるヒトなどが細胞膜の安定化のために使用している分子はコレステロールなので、動物にリラナフタートを使用しても、選択毒性を発揮するため、抗真菌薬として使用できる。

## 他の外用抗真菌薬との比較
アリルアミン系抗真菌薬とベンジルアミン系抗真菌薬は、リラナフタートと作用点が同じである。
これらに対して、アゾール系抗真菌薬、モルホリン系抗真菌薬は、リラナフタートと作用点が異なる。

## 製剤
リラナフタートには、真菌に感染した体表部に外用して、その場所に作用する製剤が存在する。例えば、リラナフタートを2パーセント含有したクリーム剤は、水虫などの白癬の治療に用いる。例えば、白癬菌と総称される皮膚糸状菌の中の1つTrichophyton rubrumによる体表部の白癬も、リラナフタートで治療可能である。

## 歴史
リラナフタートは日本で2000年8月に医薬品としての使用が承認された。他のチオカルバメート系抗真菌薬に分類される抗真菌薬の場合は1日に数回の塗布が必要なのに対して、リラナフタートならば1日1回の患部への塗布で、充分に白癬の治療可能だという点が売りであった。